# Labská Stráň
Labská Stráň là một làng thuộc huyện Děčín, vùng Ústecký, Cộng hòa Séc.